# 普利内

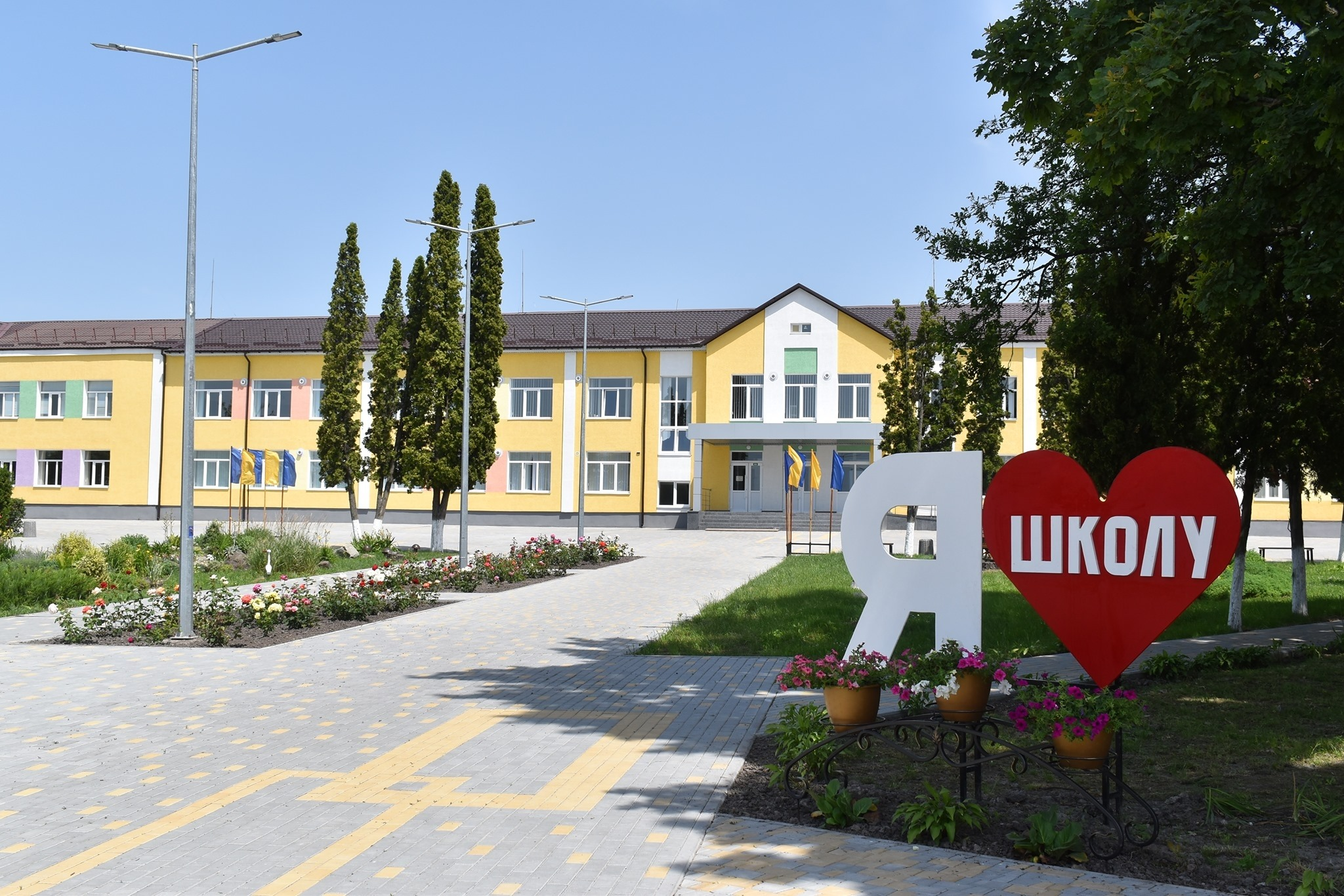
当地学校

普利内（烏克蘭語：Пулини），1935至2016年间名为切爾沃諾阿爾米伊斯克，是烏克蘭日托米爾州日托米爾區普利内市镇内的市級鎮及其行政中心。在2020年行政区划改革前为普利内区的行政中心。始建於十二世紀，面積9平方公里，海拔高度232米，2011年人口5,472，人口密度每平方公里608人。